# چژو-شدلیسکا
چژو-شدلیسکا (به لهستانی:  Czyżew-Siedliska) یک روستا در لهستان است که در گمینا چژو واقع شده‌است.